# Pasklamm
Pasklamm är en sjö i Orsa kommun i Dalarna och ingår i Dalälvens huvudavrinningsområde. Sjön har en area på 0,0708 kvadratkilometer och ligger 512,4 meter över havet.

## Delavrinningsområde
Pasklamm ingår i det delavrinningsområde (682711-143234) som SMHI kallar för Utloppet av Tjäderås-Långsjön. Medelhöjden är 566 meter över havet och ytan är 10,89 kvadratkilometer. Det finns ett avrinningsområde uppströms, och räknas det in blir den ackumulerade arean 11,91 kvadratkilometer. Vattendraget som avvattnar avrinningsområdet har biflödesordning 4, vilket innebär att vattnet flödar genom totalt 4 vattendrag innan det når havet efter 439 kilometer. Avrinningsområdet består mestadels av skog (85 procent). Avrinningsområdet har 0,43 kvadratkilometer vattenytor vilket ger det en sjöprocent på 4 procent.